# Farkasinszky Edit
Farkasinszky Edit (Budapest, 1961. szeptember 17. –) magyar színésznő.

## Életrajz
1986-ban szerezte diplomáját a Színház- és Filmművészeti Főiskola operett-musical szakán. A Fővárosi Operettszínháznál két évad erejéig játszott. 1988-ban az Arany János Színház szerződtette, de megfordult a Budaörsi Játékszínben is. Elsősorban karakterszerepek megformálójaként ismerheti a közönség.
A Szinkron is sokat foglalkoztatja, közel 500 alkalommal kölcsönözte hangját, olyan színésznőknek mint Halle Berry vagy Rosanna Arquette.

## Fontosabb színházi szerepei
- Vadóc (Madarász Viktor: Robin Hood);
- Antónia (Barillet–Grédy: A kaktusz virága);
- Gondos Regina (Tamási Áron: Énekes madár).
- Denise (Hervé: Nebáncsvirág)
- July (Oscar Hammerstein – Richard Rodgers: Carouse)
- Alfonsine (Jókai Mór: A kőszívű ember fiai)
- Lolo kisasszony (John Kander – Fred Ebb – Joe Masteroff: Kabaré)
- Nancy (Lionel Bart: Oliver!)
- Holló kisasszony (Jevgenyij Lvovics Svarc: Hollókirálynő)
- Bábu (Andrzej Maleszka: Vihar a Gogo Színházban)
- Mária (Illyés Gyula –  Litvai Nelli: A szélkötő kalamona)
- Ilonka kisasszony (Móricz Zsigmond – Kocsák Tibor – Miklós Tibor: Légy jó mindhalálig)

## Szinkronszerepek

### Sorozat szinkronszerepek
- A hegyi doktor – Traudl – Carin C. Tietze
- Angel Falls – Genna Harrison – Kim Cattrall
- Azúrkék óceán – Mathilde Delcourt-Malet – Alexandra Vandernoot
- A fiúk a klubból – Jennifer Taylor – Sherry Miller
- A Grace klinika – Dr. Sydney Heron – Kali Rocha
- A vándor – Beatrice – Kim Thomson
- Az elnök emberei – Abbey Bartlet – Stockard Channing
- Ármány és szenvedély – Marlena Evans – Deidre Hal
- Bazi nagy görög élet – Nikki – Gia Carides
- Boldog születésnapot – Tessy – Christiane Heinrich
- Central Park West – Rachel Dennis – Kylie Travis
- Cheers – Carla Maria Victoria Angelina Teresa Apollonia Lozupone Tortelli LeBec – Rhea Perlman
- Csajok, szilikon, ez lesz a Paradicsom! – Hilda Santana – Catherine Siachoque
- Csillagközi szökevények – Pa'u Zotoh Zhaan – Virginia Hey
- Deadwood – Martha Bullock – Anna Gunn
- Divatalnokok – Nina Van Horn- Wendie Malick
- Ed – Nancy Burton – Jana Marie Hupp (viasat 3 és TV2 szinkronverzió)
- Evermoor titkai – Crimson Carmichael – Margaret Cabourn-Smith
- Futottak még... – Kimberley – Sarah Moyle
- Halott ügyek – Detective Mickey Kollander – Tamara Craig Thomas
- Hegylakó – Amanda Darieux – Elizabeth Gracen
- Internátus – Elsa Fernández Campos – Natalia Millán
- Ki vagy, doki? – Missy – Michelle Gomez
- Kockafejek – Jen – Katherine Parkinson
- Kórház a pálmák alatt – Izabella – Sonja Kirchberger
- Legjobb évek – Dorothy O'Sullivan – Sherry Miller
- LoliRock – Morgana – Juliette Degenne
- Lucifer – Dr. Linda Martin – Rachael Harris
- María – Soraya Montenegro de la Vega Montalban – Itatí Cantoral
- Második esély – Marcia Hernández – Catherine Siachoque (Magyar hang: RTL Klub)
- Melrose Place – Sandy Louise Harling – Amy Locane
- Mia és én – Panthea – Elizabeth Hanna
- Winx Club – Griffin igazgatónő – Grey DeLisle
- M, mint muskétás – Queen Anne – Sheena Easton
- Moselbrücki történet – Petra – Cornelia Corba
- Murder One – Annie Hoffman – Patricia Clarkson (első hang)
- Nagymenők[2] – Lynn Kerr – Daphne Zuniga
- Partisétány Ausztrália – Zoe Marshall – Libby Tanner
- Poltergeist – A kopogó szellem – Rachel Corrigan, MD – Helen Shaver
- Reménysziget – Alex Stone – Suki Kaiser
- Róma – Atia of the Julii – Polly Walker
- Sírig tartó barátság (Jelen és múlt) – Mary Elizabeth "M.E." O'Brian – Annie Potts
- Street Time – Harcos utcák – Dee Mulhern – Erika Alexander
- Szerelmek Saint Tropez-ban – Terry – Astrid Veillon
- Titkok és szerelmek – Miriam Arango – Nuria Bages
- Álmodj velem!: Antonia Santamaría – Aura Cristina Geithner

## Filmjei
- Laura (1986)
- Három a kislány (Zenés TV színház) (1988)
- Kaland az élet (1989)...Adrienn
- Julianus barát (1991)...Csipke
- Frici, a vállalkozó szellem (1993)
- Szomszédok (1998–1999)...Farkas Edina
- Kisváros (1997–1999)
- Titkos szeretők (2000)...Orvosnő
- Jóban Rosszban (2007–2010)...Morvai Etelka
- Tűzvonalban (2007)
- Földindulás (2014)...Piókás szüle